# 노스페이스 (영화)
노스페이스(Nordwand, North Face)는 스위스에서 제작된 필립 슈톨츨 감독의 2008년 모험, 드라마 영화이다. 벤노 퓨어만 등이 주연으로 출연하였고 벤자민 허만 등이 제작에 참여하였다.

## 출연

### 주연
- 벤노 퓨어만
- 플로리안 루카스

### 조연
- 조한나 워카렉
- 게오르그 프리드리히
- 시몬 슈와르즈
- 울리히 터커
- 어윈 스타인하우어

## 제작진
- 음향: 크리스티안 비쇼프
- 음향: 창기스 카로흐
- 음향: 하인즈 에브너
- 음향: 귀도 제티어
- 음향: 귀도 제티어
- 미술: 우도 크레이머
- 의상: 버짓 허터
- 배역: 엔자 디아베그